# Culinária da Mauritânia

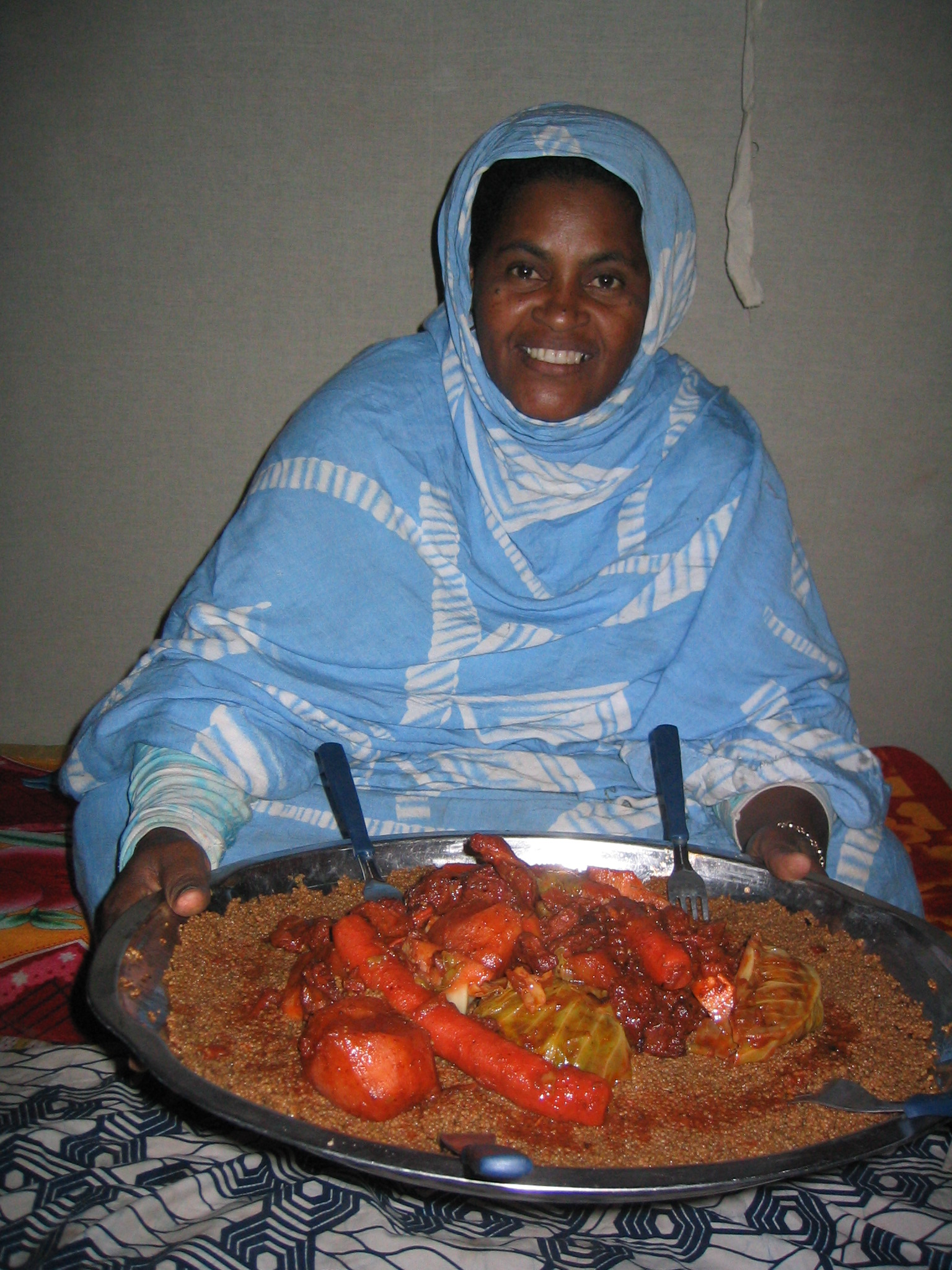
Cuscuz de camelo, feito sob a tenda nas dunas de Ajouer (Mauritânia)

Localização da Mauritânia

A cozinha da Mauritânia inclui as práticas culinárias da Mauritânia. Historicamente, o que hoje é a Mauritânia foi influenciado por povos árabes e africanos que viveram e atravessaram a paisagem "austera" marcada pelas dunas do deserto do Saara em caravanas. Há uma sobreposição com a cozinha marroquina no norte e a cozinha senegalesa no sul. A influência colonial francesa (a Mauritânia foi uma colônia até 1960) também influenciou a culinária daquela terra relativamente isolada. O álcool é proibido na fé muçulmana e sua venda é amplamente limitada aos hotéis. O chá de menta é amplamente consumido e derramado de altura para criar espuma. Tradicionalmente, as refeições são feitas em comunidade.

## Pratos

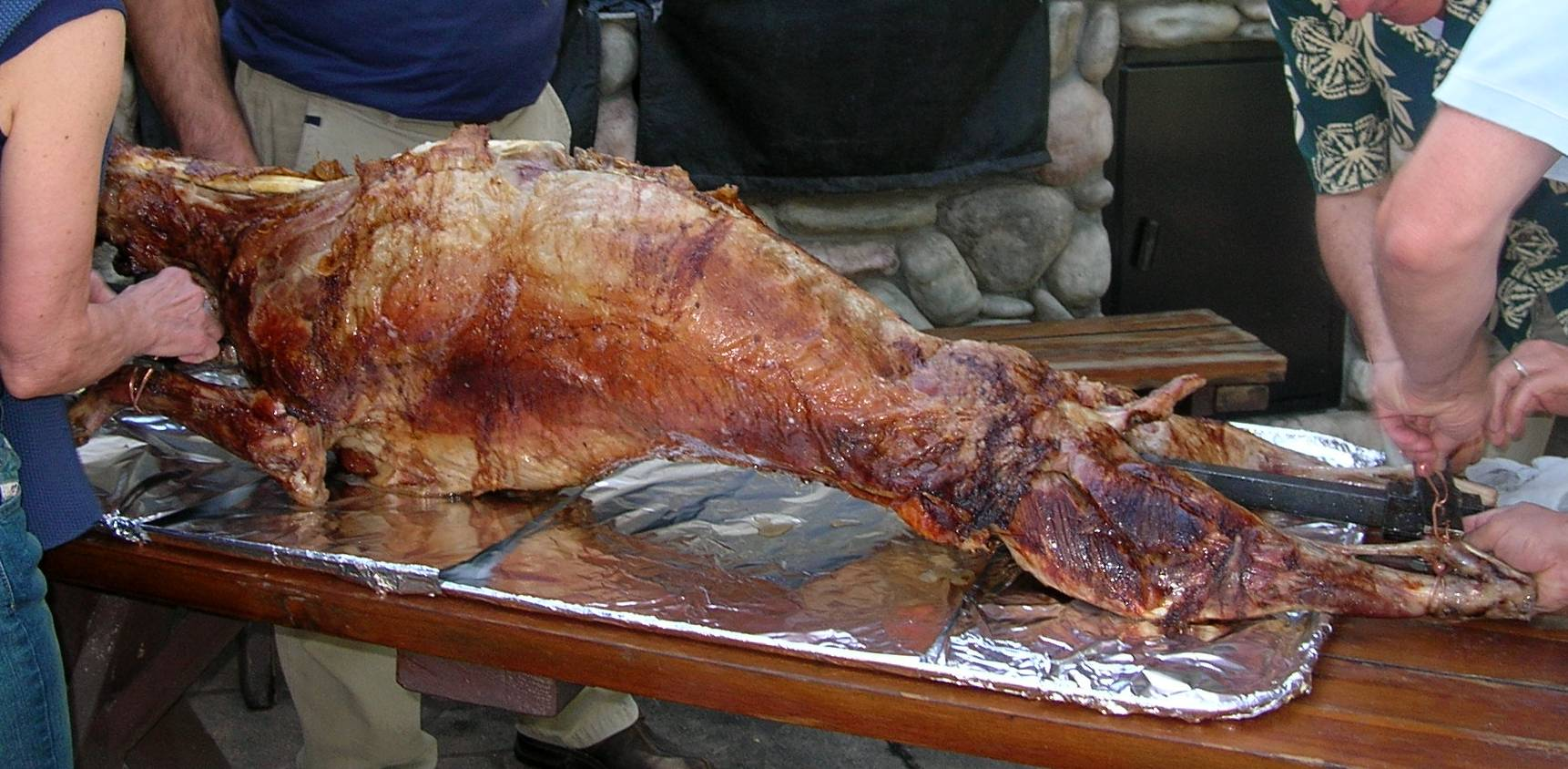
Méchoui

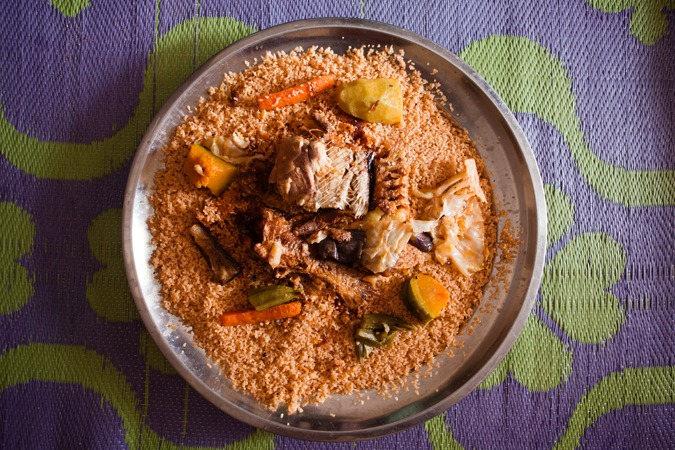
Thieboudienne na Mauritânia

Os pratos tradicionais da Mauritânia incluem:
- Tamareira
- Thieboudienne (Cheb-u-jin), um prato costeiro de peixe e arroz, que é considerado o prato nacional da Mauritânia. É servido com molho branco e vermelho, geralmente feito de tomate.[3]
- Méchoui, cordeiro assado inteiro
- Peixe temperado
- Arroz com vegetais
- Bolas de peixe
- Peixe seco
- Carne seca
- Cuscuz
- Cabra recheada com arroz[1]
- Camelo (incomum) (feito de dromedários)
- Queijo Caravane
- Yassa poulet, frango assado com legumes servido com batatas fritas ou arroz. É originalmente um prato senegalês das tribos Wolof e Pulaar.
- Mahfe, carne de cabra ou camelo ao molho de amendoim, quiabo e tomate. É servido com arroz e também pode ser feito sem carne (para vegetarianos).
- Peixe Yassa[4]
- Hakko, um molho feito de vegetais folhosos servido com feijão sobre cuscuz
- Lakh, coalhada de queijo ou iogurte com coco ralado servido sobre mingau de milho doce[5]
- Al-Aïch
- Marolaym
- Trigo bulgur com frutas secas
- Maru we-llham, carne com arroz e vegetais
- Terrina da Mauritânia
- Chubbagin de Camelo
- Cherchem, cuscuz de cordeiro mauritano
- Chubbagin Lélé et Raabie
- Empanado de peixe
- Aletria mauritana
- Harira, prato de sopa mauritano
- Bife mauritano de pimenta com coco
- Banaf
- Leksour, panquecas mauritanas com molho de carne e vegetais[6]
- Pudim de abacate
- Bonava, um ensopado de cordeiro
- Maffé, carne e vegetais em molho à base de amendoim[7]
- Xarope de Roselle (Sirop de Bissap)
- Al-Aïch, frango, feijão e cuscuz[8]

### Bebidas
- chá de menta
- Zrig, leite de camelo (feito a partir de dromedários)
- Suco de fruto de baobá (Jus de Bouye)[4]